# رشد دین

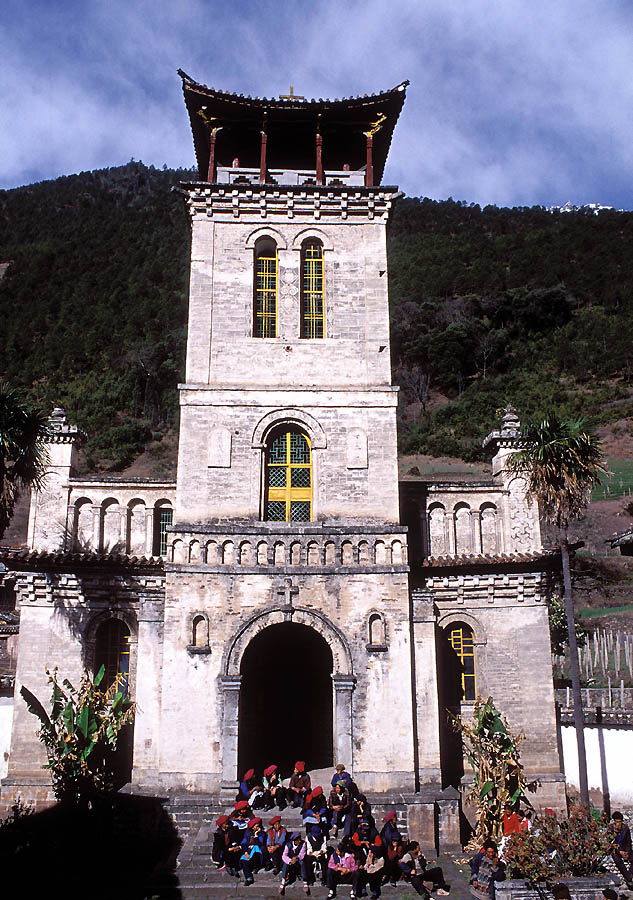
کلیسایی کاتولیک در چین

رشد دین (انگلیسی: Growth of religion) شامل گسترش ادیان فردی) و افزایش تعداد پیروان مذهبی در سراسر جهان است. آمار معمولاً تعداد مطلق پیروان، درصد رشد مطلق در سال، و رشد تغییر دین را در جهان اندازه‌گیری می‌کند.
مطالعات در قرن ۲۱ نشان می‌دهد که، از نظر درصد و گسترش در سراسر جهان، اسلام سریع‌ترین دین در حال رشد در جهان است. یک پیش‌بینی جامع مذهبی برای سال ۲۰۵۰ توسط مرکز تحقیقات پیو پیش‌بینی می‌کند که جمعیت مسلمانان جهان با سرعت بیشتری نسبت به جمعیت رشد خواهد کرد - در درجه اول به دلیل میانگین سن کمتر و میزان باروری کل مسلمانان. پیش‌بینی می‌شود که نرخ زاد و ولد – به جای تغییر مذهب – عامل اصلی رشد هر دینی باشد. در حالی که طبق گفته‌های دانشمندان و منابع مختلف، پنطیکاستیسم - یک جنبش مسیحی پروتستانتیسم - سریع‌ترین دین در حال رشد در جهان است، این رشد در درجه اول به دلیل تغییر دین و تغییر فرقه در میان مسیحیان است.